# Zvončići (instrument)
Zvončići su muzički instrument koji se ranije zvao „metalna harmonika“ — naziv harmonika nekada je označavao instrument koji se sastojao od niza kristalnih čaša koje su sticale određene visine prema količini vode nalivene u njih. Stari modeli su se sastojali od niza zvona ili polulopti od bronze, koje je izvođač dovodio u stanje vibracije udarima jednim od dveju maljica. Ovi zvončići su kasnije zamjenjeni metalnim pločicama čija dužina i debljina srazmjerno opada, su postavljeni na žicama ili slamnim pletenicama koje služe kao izolator.
Savremene zvončiće čini niz pločica od čelika, veoma zvučnih i postavljenih na pokretnoj kutiji. Uređene su hronološki od one za najniži ton — levo, do one za najviši ton — desno. Pločice se udaraju maljicama sa glavom od bronze ili ebonita. Ovaj se model najviše koristi u orkestru. Postoji i model sa klavijaturom koga je konstruirao Mistel. Pločice od ovog modela postavljene su na postolju i u njih se udara maljicama kojima se upravlja preko dirki klavijature.
Opseg zvončića sa maljicama iznosi dvije i po oktave, od g1 do c4 (muzika za zvončiće se zapisuje u g-ključu). Opseg zvončića sa klavijaturom iznosi tri oktave i tercu preko toga: od c1 do e4. Handel se prvi poslužio zvončićima i to u oratorijumu Saul (1738. god); kasnije su ovaj instrument koristili Mocart (Opera Čarobna frula), Vagner (Valkira), Delib (Lakme), Šarpentje (Louise) itd.